# Frauke Brosius-Gersdorf
Frauke Brosius-Gersdorf (* 15. Juni 1971 als Frauke Brosius in Hamburg) ist eine deutsche Rechtswissenschaftlerin und Professorin für öffentliches Recht, mit Schwerpunkt Verfassungs- und Sozialrecht, an der Universität Potsdam.

## Leben
Brosius-Gersdorf studierte ab 1990 Rechtswissenschaften an der Universität Hamburg und schloss 1995 ihr Studium mit dem Ersten juristischen Staatsexamen ab. Anschließend arbeitete sie dort als wissenschaftliche Mitarbeiterin von Jürgen Schwabe. Im selben Jahr heiratete sie den Juristen Hubertus Gersdorf.
Unter Betreuung von Horst Dreier wurde Brosius-Gersdorf 1997 promoviert. Nach einem Forschungsaufenthalt an der Universität Edinburgh erwarb sie 1998 dort den akademischen Grad Master of Laws. Nach ihrer Rückkehr nach Deutschland leistete sie ihr Rechtsreferendariat in Hamburg ab, wo sie 2000 ihr Zweites Staatsexamen ablegte. Anschließend arbeitete Brosius-Gersdorf bis 2004 als Rechtsanwältin in Bonn und Berlin, bevor sie sich wieder ihrer akademischen Laufbahn widmete und als wissenschaftliche Mitarbeiterin von Hartmut Bauer an der Technischen Universität Dresden tätig war. 2005 folgte sie Bauer als dessen wissenschaftliche Assistentin an die Universität Potsdam, wo sie sich 2010 unter anderem für öffentliches Recht, Verwaltungs- und Sozialrecht habilitierte.
Im Sommersemester 2010 vertrat Brosius-Gersdorf zunächst einen Lehrstuhl an der Georg-August-Universität Göttingen. Zum Wintersemester 2010/11 nahm sie unter Ablehnung von Rufen der Johannes Gutenberg-Universität Mainz und der Julius-Maximilians-Universität Würzburg einen Ruf der Gottfried Wilhelm Leibniz Universität Hannover an, wo sie bis 2021 den Lehrstuhl für öffentliches Recht, insbesondere Sozialrecht, öffentliches Wirtschaftsrecht und Verwaltungswissenschaft innehatte. Von 2015 bis 2017 war sie dort die Studiendekanin der juristischen Fakultät. Zwischen 2018 und 2019 arbeitete sie im Rahmen eines Forschungsaufenthalts in San Diego. Zum Wintersemester 2021/22 wechselte sie zurück an die Universität Potsdam und wurde Nachfolgerin von Bauer auf der W3-Professur für öffentliches Recht, mit Schwerpunkt auf Verfassungs- und Sozialrecht.
Brosius-Gersdorf wurde 2015 für neun Jahre zum stellvertretenden Mitglied des Verfassungsgerichtshofs des Freistaates Sachsen gewählt. In der Amtsperiode 2017 bis 2019 war sie Mitglied der Zentralen Ethikkommission bei der Bundesärztekammer. 2023/24 arbeitete sie mit als stellvertretende Koordinatorin bei der von der Bundesregierung eingesetzten Kommission zur reproduktiven Selbstbestimmung und Fortpflanzungsmedizin in der Arbeitsgruppe 1 zum Thema Möglichkeiten der Regulierung des Schwangerschaftsabbruchs außerhalb des Strafgesetzbuches. Der auf dieser Grundlage erarbeitete Gesetzentwurf fand die Unterstützung von SPD-, Grünen- und Linke-Abgeordneten, wurde jedoch innerhalb der Legislaturperiode nicht mehr umgesetzt.
2017 wurde Brosius-Gersdorf Mitherausgeberin der Zeitschrift Die Sozialgerichtsbarkeit. Mit Erscheinen der vierten Auflage (2023 ff.) löste sie Horst Dreier als Herausgeber des von ihm begründeten dreibändigen Grundgesetz-Kommentars ab.
Anfang Juli 2025 wurde Brosius-Gersdorf auf Vorschlag der SPD vom Richterwahlausschuss des Deutschen Bundestages für die Wahl einer der drei neu zu besetzenden Verfassungsrichter-Stellen als Nachfolgerin der ausscheidenden Doris König nominiert. Auf die Ankündigung von Teilen der Unionsfraktion, die in der Koalition vereinbarte Zustimmung verweigern zu wollen, folgte eine wochenlange Debatte um den Wahlvorschlag und eine gegen ihre Person gerichtete Kampagne. Am 7. August 2025 zog sie ihre Kandidatur zurück und begründete dies unter anderem damit, dass nach Stimmen aus der CDU/CSU-Fraktion nicht mehr mit einer erfolgreichen Wahl zur Bundesverfassungsrichterin zu rechnen sei.

## Positionen

### AfD-Parteiverbotsverfahren
Zu einem möglichen Parteiverbotsverfahren gegen die Alternative für Deutschland (AfD) äußerte Brosius-Gersdorf in einer Talkshow im Jahr 2024: „Wir wollen uns nicht ernsthaft darüber streiten, dass die AfD, angesichts der Erfolge, die sie bei Landtagswahlen erzielt hat und angesichts der Prognosen die sie hat, dass es da an der Gefährlichkeit scheitern würde. Die Frage ist, ob es genug Material der Verfassungsschutzbehörden gibt“, dass die AfD „verfassungsfeindliche Ziele erreicht. […] Wenn es genug Material gibt, wäre ich auch dafür, dass der Antrag auf ein Verbotsverfahren gestellt wird. Weil das ein ganz starkes Signal unserer wehrhaften Demokratie ist, dass sie sich gegen Verfassungsfeinde wehrt, dass es Grenzen gibt, die nicht überschritten werden dürfen.“

### Gleichberechtigung
2019 äußerte sie in der taz anlässlich eines niedersächsischen Gesetzesvorhabens zu quotierten Wahllisten, dass sie es richtig finde, den Frauenanteil in den Parlamenten zu erhöhen. Der Gesetzgeber hätte die Pflicht, die faktischen Nachteile der Frauen beim Zugang zu Listen und Direktwahlplätzen innerhalb der Parteien abzubauen, ohne eine Ergebnisparität im Parlament vorzuschreiben. Brosius-Gersdorf kritisierte ein „schweres Abwägungsdefizit“ bei der Ablehnung verbindlicher Frauenquoten durch den Thüringer Verfassungsgerichtshof im Jahr 2020. Sie argumentierte, der Gleichberechtigungsgrundsatz des Grundgesetzes, der ein Reißverschlussverfahren auf Wahllisten ermöglichen würde, sei im Urteil nicht ausreichend berücksichtigt worden.
Nach Ansicht von Brosius-Gersdorf verstößt das bestehende Ehegattensplitting im Einkommensteuerverfahren gegen die Gleichstellung von Frauen (Verbot mittelbarer [= indirekter] Diskriminierung) gemäß Artikel 3 Absatz 2 Satz 2 GG, und gegen das intrainstitutionelle Diskriminierungsverbot zwischen verschiedenen Eheformen (wie Allein- und Doppelverdienerehen) gemäß Artikel 6 Absatz 1 GG.

### Bildungswesen
In dem Rechtsgutachten „Das missverstandene Sonderungsverbot für private Ersatzschulen“ kam sie zu dem Ergebnis, dass Privatschulen keineswegs gegen das Sonderungsverbot des deutschen Grundgesetzes verstoßen, wenn ihre Schülerschaft von einem wie auch immer bestimmten Durchschnitt öffentlicher Schulen abweicht. Darüber hinaus gab sie Hinweise für eine verfassungskonforme Berechnung des Schulgeldes und den Umfang zu leistender Finanzhilfen der Bundesländer.
Brosius-Gersdorf vertritt die Ansicht, dass die Schulpflicht auch durch Hausunterricht erfüllt werden kann, der auch die Merkmale eines „materiellfunktionalen Schulbegriffs“ erfüllen könne, weil „planvoller Hausunterricht im Hinblick auf die Vermittlung von Bildung ebenso leistungsfähig sein kann wie herkömmlicher Schulunterricht“. Zwar könne der Gesetzgeber Schulpflicht als „geeignetes Mittel“ festlegen und auch durchsetzen; der damit verbundene Grundrechtseingriff sei aber nicht mehr gerechtfertigt, wenn „im Einzelfall dem Schulauftrag des Staates auf andere Weise wie z. B. durch Homeschooling“ (englisch für Hausunterricht) genügt werden könne.

### Impfpflicht
Brosius-Gersdorf vertrat aus Anlass der COVID-19-Pandemie, dass eine allgemeine Impfpflicht mit dem Grundgesetz vereinbar sei. Sie hielt es für denkbar, dass dem Staat aus verfassungsrechtlichen Gründen eine Pflicht zur Einführung einer Impfpflicht erwachsen könne.

„Man kann sogar darüber nachdenken, ob mittlerweile eine verfassungsrechtliche Pflicht zur Einführung einer Impfpflicht besteht. Es ist Aufgabe des Staates, die große Mehrheit der Bevölkerung, die freiwillig geimpft ist, wirksam davor zu schützen, dass ihre Gesundheit, ihre persönliche Freiheit sowie ihre berufliche und wirtschaftliche Existenz weiterhin von Ungeimpften bedroht wird. Vor allem ist es Aufgabe des Staates, diesen Gefahren nachhaltig zu begegnen und die Pandemie wirksam zu bewältigen. Denn: Selbst wenn sich die Ungeimpften über den Winter 2021/22 mehrheitlich mit dem Corona-Virus infizieren, lässt die Immunität nach einigen Monaten nach, sodass ohne Impfpflicht auf den Corona-Winter 2021/22 voraussichtlich weitere Corona-Winter folgen würden. Dies zu verhindern, ist (Pflicht-)Aufgabe des Staates.“

Ferner vertrat Brosius-Gersdorf die Position, dass „die Einführung einer zumutbar und gleichheitskonform gestalteten neuen Vorschrift zur Beteiligung von Versicherten an den Kosten ihrer coronabedingten Krankenbehandlung bei Nichtimpfung gegen Covid-19 […] verfassungsrechtlich machbar“ sei, da „der Grundsatz der Eigenverantwortung […] ein elementarer Baustein des verfassungsrechtlichen Solidarprinzips [ist], das es rechtfertigt, Versicherte bei eigenverantwortlicher Krankheitsverursachung an den Kosten ihrer Krankenbehandlung in angemessener Höhe zu beteiligen.“

### Schwangerschaftsabbruch
Der Schwangerschaftsabbruch ist unter anderem in den §§ 218 ff. des Strafgesetzbuches (StGB) geregelt.

„… innerhalb der ersten zwölf Schwangerschaftswochen p. c. klammert der Gesetzgeber den Straftatbestand des § 218 Abs. 1 S. 1 StGB ausdrücklich aus, wenn ein Schwangerschaftsabbruch auf Verlangen der Schwangeren durch einen Arzt oder eine Ärztin gem. § 218a Abs. 1 Nr. 1 StGB … vorgenommen wird. Der Abbruch ist in diesem Fall straflos, bleibt aber rechtswidrig. Es bleibt der einzige Ausnahmefall, in dem der Gesetzgeber eine Straflosigkeit bei Rechtswidrigkeit ausdrücklich gesetzlich im Strafgesetzbuch regelt. Die Konstruktion ist auch deshalb im Schrifttum umstritten.“

Nach dem Gesetzentwurf zur Liberalisierung des Abtreibungsrechts, an dem Brosius-Gersdorf als stellvertretende Koordinatorin im Vorfeld mitgewirkt hatte, wäre entgegen den Vorgaben des Bundesverfassungsgerichts im Strafgesetzbuch nur noch der „Schwangerschaftsabbruch gegen oder ohne den Willen der Schwangeren“ als Straftat geregelt worden (§ 218 StGB-neu). Die Voraussetzungen zur Durchführung eines rechtmäßigen Schwangerschaftsabbruchs wären im Schwangerschaftskonfliktgesetz (SchKG) geregelt worden. Dies bewertete sie in ihrer Stellungnahme als verfassungskonform. Andere hielten es für verfassungswidrig. Ganz neu wäre nach dem Gesetzentwurf (§ 14 Abs. 4 SchKG-neu) gewesen, dass ein Schwangerschaftsabbruch auch ohne medizinische Indikation für die Schwangere auch nach der 22. Schwangerschaftswoche bis zur Geburt straffrei geblieben wäre. Für die anderen Beteiligten hätte die Straffreiheit nicht gegolten. Brosius-Gersdorf ließ in ihrer Stellungnahme als Sachverständige bei einer Anhörung durch ein Gremium am 10. Februar 2025 zur Beratung des Gesetzentwurfs im Rechtsausschuss des Deutschen Bundestages offen, ob eine so weit gehende Neuregelung noch verfassungskonform wäre. Sie vertrat dabei die Ansicht, dass der Schutz der Menschenwürde gemäß Artikel 1 GG für ungeborenes Leben verfassungsrechtlich umstritten sei, und meinte: „Meines Erachtens gibt es gute Gründe dafür, dass die Menschenwürdegarantie erst ab Geburt gilt.“ Die ständige Rechtsprechung des Bundesverfassungsgerichts, nach der ein Embryo jedenfalls ab Nidation Menschenwürde hat („Wo menschliches Leben existiert, kommt ihm Menschenwürde zu“), lehnt sie als naturalistischen Fehlschluss ab. Dennoch habe „der Gesetzgeber Schutzpflichten für das Grundrecht auf Leben (Artikel 2 Abs. 2 S. 1 GG) des Embryos/Fötus. Das Grundrecht auf Leben gilt nach ganz überwiegender Ansicht nicht erst für den Menschen ab Geburt, sondern bereits pränatal jedenfalls ab Nidation.“ Jedoch lege die „existentielle Abhängigkeit des Ungeborenen vom Körper der Schwangeren […] es nahe, dass das Lebensrecht pränatal mit geringerem Schutz zum Tragen kommt als für den geborenen Menschen.“ Verfassungsrechtlich haben nach Brosius-Gersdorf in den ersten Schwangerschaftswochen die Grundrechte der Schwangeren Vorrang gegenüber den Belangen des Embryos/Fötus. Der Gesetzgeber müsse daher den Schwangerschaftsabbruch in der Frühphase der Schwangerschaft als rechtmäßig und straflos qualifizieren. Die derzeitigen § 218, § 218a Abs. 1 StGB würden dem nicht gerecht. In der mittleren Schwangerschaftsphase stehe dem Gesetzgeber ein weiter Gestaltungsspielraum zu. Erst im späteren Verlauf der Schwangerschaft, ab extrauteriner Lebensfähigkeit des Fötus (ca. 20. bis 22. Schwangerschaftswoche), träten nach Ansicht Brosius-Gersdorfs die Grundrechte der Schwangeren (Allgemeines Persönlichkeitsrecht und Recht auf körperliche Unversehrtheit) gegenüber dem Recht auf Leben des ungeborenen Kindes zurück. Dann komme dem Lebensrecht des Fötus grundsätzlich Vorrang vor den Grundrechten der Schwangeren zu. Sie begründet dies damit, dass der Fötus für seine Lebensfähigkeit auf die körperliche Verbindung mit der Schwangeren angewiesen ist. Ab extrauteriner Lebensfähigkeit des Fötus, jedenfalls aber ab Geburt gilt ihrer Interpretation nach das Lebensrecht des Artikels 2 Abs. 2 S. 1 GG mit vollwertigem Schutz. Darüber hinaus argumentiert sie: „Doch selbst wenn man von einer vorgeburtlichen Geltung der Menschenrechtswürdegarantie ausginge und sie in diesem Fall mit dem gleichen, vollwertigem Schutz wie für den geborenen Menschen Anwendung fände, sprächen gewichtige Argumente dafür, dass die Menschenwürdegarantie durch einen Schwangerschaftsabbruch im Regelfall nicht verletzt wäre.“ Sie erläuterte, dass dies ihrer Ansicht nach so sei, weil unter Berücksichtigung der vom Bundesverfassungsgericht verwendeten Objektformel der Embryo/Fötus im Falle eines Schwangerschaftsabbruchs nicht zu einem Objekt staatlichen Handelns herabgewürdigt werde. Die Schwangerschaft werde in der Regel nicht beendet, weil der Embryo/Fötus als lebensunwert erachtet würde, sondern weil für die Frau eine Mutterschaft zu dem Zeitpunkt nicht vorstellbar sei.
Am 15. Juli 2025 wies Brosius-Gersdorf in der Talkshow Markus Lanz auf Überlegungen hin, Schwangerschaftsabbrüche rechtmäßig zu stellen, um die Voraussetzung für die gemäß Koalitionsvertrag geplante Kostenübernahme durch die Krankenkassen zu schaffen (vgl. hierzu Seite 102 Koalitionsvertrag der 21. Wahlperiode des Deutschen Bundestages).

### Kopftuchverbot
In ihrer 2015 erschienenen Kommentierung zum Artikel 33 GG schrieb sie, zu den hergebrachten Grundsätzen des Berufsbeamtentums gehöre auch das Gebot politischer Mäßigung, das entsprechend für religiöse Glaubensbekundungen gelten müsse.
Sie vertrat 2020 in der Neuen Zeitschrift für Verwaltungsrecht die Auffassung, dass das Tragen von Kopftüchern durch Rechtsreferendarinnen islamischen Glaubens nicht dem staatlichen Neutralitätsgebot zuwiderlaufe, und sprach sich für eine Differenzierung zwischen staatlichem Neutralitätsgebot und Mäßigungsgebot für Amtsträger aus. Das Kopftuchverbot für Juristinnen im Staatsdienst hält sie entgegen einer Entscheidung des Bundesverfassungsgerichts für verfassungswidrig. In einer im Juli 2025 veröffentlichten Stellungnahme erklärte sie, dass ein Kopftuchverbot „im Einzelfall durch das Mäßigungsgebot für Staatsbedienstete legitimiert sein“ könne.

### Gewaltenteilung bei Medienaufsicht
Brosius-Gersdorf monierte die Art und Weise des – später aufgehobenen – Verbots von Compact und des Verbots der russischen Auslands- und Propagandasender RT und Sputnik. Sie kritisierte, dass die Verbote nicht durch staats- bzw. regierungsferne unabhängige Institutionen ergingen, wie es die Gewaltenteilung eigentlich vorsehe, sondern durch das Bundesministerium des Innern bzw. den Europäischen Rat. Sie monierte außerdem, dass die Aufsicht über soziale Medien im Rahmen des Gesetzes über digitale Dienste und des Europäischen Medienfreiheitsgesetzes in der Europäischen Union durch die Europäische Kommission erfolgt und damit ebenfalls durch eine regierungsnahe Stelle.

### Gleichgeschlechtliche Ehe
Nach Brosius-Gersdorf ist auch die gleichgeschlechtliche Ehe als Ehe im Sinne des Artikels 6 GG anzusehen. Die Verschiedengeschlechtlichkeit sei kein zwingendes Merkmal der Ehe im Sinne des Grundgesetzes. Der Gesetzgeber sei bei der Öffnung der Ehe seinem in Art. 6 Abs. 1 GG eingeräumten Gestaltungsspielraum nachgekommen (siehe Gesetz zur Einführung des Rechts auf Eheschließung für Personen gleichen Geschlechts). Zudem sei auch die Ehe von Menschen mit nichtbinärer Geschlechtsidentität vom Schutz des Art. 6 GG erfasst „angesichts des verfassungsrechtlichen Schutzes der geschlechtlichen Identität von Personen, die sich dauerhaft weder dem männlichen noch dem weiblichen Geschlecht zuordnen lassen (Art. 2 Abs. 1 i. V. m. Art. 1 Abs. 1 und Art. 3 Abs. 3 Satz 1 GG)“.

## Auszeichnungen
- 2011: Marie-Elisabeth-Lüders-Wissenschaftspreis für die Habilitationsschrift „Demografischer Wandel und Familienförderung“[48]
- 2013: Gorgias-Preis für Lehre der Juristischen Fakultät der Leibniz Universität Hannover[2]

## Veröffentlichungen (Auswahl)
- Deutsche Bundesbank und Demokratieprinzip. Eine verfassungsrechtliche Studie zur Bundesbankautonomie vor und nach der dritten Stufe der Europäischen Währungsunion. Duncker & Humblot, Berlin 1997, ISBN 3-428-09219-8 (Dissertation).
- mit Hubertus Gersdorf: Rechtsfragen des Teilnehmerentgeltsystems nach bayerischem Rundfunkrecht. Reinhard Fischer, München 1997, ISBN 3-88927-208-8.
- Bindung der Mitgliedstaaten an die Gemeinschaftsgrundrechte. Die Grundrechtsbindung der Mitgliedstaaten nach der Rechtsprechung des EuGH, der Charta der Grundrechte der Europäischen Union und ihre Fortentwicklung. Duncker & Humblot, Berlin 2005, ISBN 3-428-11894-4.
- Vaterschaftstests. Verfassungsrechtliche und verfassungspolitische Direktiven für eine Reform der Vaterschaftsuntersuchung. Duncker & Humblot, Berlin 2006, ISBN 3-428-12053-1.
- Demografischer Wandel und Familienförderung. Mohr Siebeck, Tübingen 2011, ISBN 978-3-16-150391-7 (Habilitationsschrift).
- Das Sonderungsverbot für private Ersatzschulen (Art. 7 Abs. 4 Satz 3 Halbsatz 2 GG). Inhalt und Dimensionen des Sonderungsverbots sowie Konsequenzen für die Schülerauswahl und das Schulgeld der Ersatzschulen und für die Finanzhilfe der Länder. (= Schriften zum Öffentlichen Recht, Band 1383). Duncker & Humblot, Berlin 2018, ISBN 978-3-428-15465-4.
- Internationale Schulen in Bayern – Schulstatus sowie Konsequenzen für die Genehmigung und Finanzhilfe. (= Schriften zum Öffentlichen Recht, Band 1447). Duncker & Humblot, Berlin 2021, ISBN 978-3-428-18124-7.
- (Hrsg.): Grundgesetz-Kommentar, Bd. 1 (Art. 1–19), 4. Auflage 2023, Mohr Siebeck, Tübingen (Mitautor), ISBN 978-3-16-158215-8.